# Николаевский округ (УССР)
Никола́евский о́круг (укр. Миколаївська округа) — единица административного деления Украинской ССР, существовавшая с апреля 1923 по июль 1930 года. Административный центр — город Николаев. 
Образован в 1923 году в составе Одесской губернии.
В июне 1925 года губернии на Украине были упразднены, и округ перешёл в прямое подчинение Украинской ССР.
Округ упразднён в июле 1930 года, как и большинство округов СССР. Районы переданы в прямое подчинение Украинской ССР.
По данным переписи 1926 года численность населения составляла 496,9 тыс. чел. В том числе украинцы — 61,2 %; русские — 17,7 %; евреи — 7,4 %; немцы — 6,2 %; молдаване — 2,8 %; белорусы — 2,6 %; болгары — 1,1 %.

## Административное деление
По данным на 1926 год округ делился на 9 районов: Варваровский, Владимирский, Вознесенский, Ландауский, Николаевский, Ново-Бугский, Ново-Одесский, Очаковский и Полтавский.